# 귀거래사
《귀거래사》(歸去來辭)는 중국 동진 시대의 시인인 도연명이 지은 산문시이다. 도연명이 41세 때의 가을, 팽택(彭澤, 장시성 심양 부근)의 현령을 그만두고 향리(심양)로 돌아갔을 때의 작품이다.
도연명이 13년 간에 걸친 관리 생활에 종지부를 찍고 드디어 향리로 돌아가서 이제부터 은자로서의 생활로 들어간다는 선언(宣言)의 의미를 가진 작품이다. 지금까지의 관리 생활은 마음이 형(形, 육체)의 역(役, 노예)으로 있었던 것을 반성하고, 전원에 마음을 돌리고, 자연과 일체가 되는 생활 속에서만이 진정한 인생의 기쁨이 있다고 주장하고 있다. "돌아가련다. 전원이 바로 거칠어지려는데 아니 돌아갈소냐. (歸去來兮 田園將蕪 胡不歸)"의 명구에서 시작되어, 전체적으로 영탄적 어조가 강하나, 그려진 자연은 선명하고 청아한 풍이 넘쳐 있다. 짧으면서도 구성·표현이 정연한 걸작이며 도연명의 대표작으로서 후세에 커다란 영향을 주고 있다.